# Большов, Михаил Алексеевич
Михаи́л Алексе́евич Большо́в (1919, село Новые Айбеси, Симбирская губерния — 25 октября 1944, недалеко от Петерайтхелена, Восточная Пруссия) — советский военнослужащий, участник Великой Отечественной войны, полный кавалер ордена Славы; старшина, командир отделения взвода инженерной разведки 665-го отдельного сапёрного батальона 385-й стрелковой дивизии 10-й армии Западного фронта.

## Биография
Родился 1919 году в чувашской крестьянской семье. Окончил четыре класса. Работал в колхозе.
В Красной Армии с мая 1939 года. Участник Великой Отечественной войны с июня 1941 года, воевал на Западном фронте.
27 апреля 1943 года легко ранен в близ деревни Букань, Людиновского района, ныне Калужской области.
В ночь на 21 ноября 1943 года в районе села Высокое Чаусский район Могилёвской области командир отделения взвода инженерной разведки 665-го отдельного саперного батальона 385-й стрелковой дивизии старшина Большов вместе с красноармейцем Барановым добровольно вызвались проделать проход в проволочном заграждении противника для разведгруппы 1270-го стрелкового полка. Действуя смело и решительно, Большов и Баранов бесшумно перерезали проволоку в четыре ряда и прощупали местность до траншей неприятеля на наличие мин. Проход для разведчиков был открыт вовремя, успех разведки был обеспечен — захвачен один пленный и один немецкий солдат убит, операция прошла без потерь с советской стороны.
Приказом по 385-й стрелковой дивизии № 062/Н от 25 ноября 1943 года награждён орденом Славы 3-й степени
В ночь на 28 ноября 1943 года в районе западнее деревни Глушец Чаусский район Могилевской области (ныне Ново-Егоровка) совместно с сапером красноармейцем Монаном Шарифулиным, рискуя жизнью, к установленному сроку проделал проход в заграждениях перед траншеей врага, чем содействовал общему успеху при прорыве переднего края обороны противника частями дивизии.
Приказом № 634 по 10-й армии от 10 декабря 1943 года награждён орденом Славы 2-й степени — Большов Михаил Алексеевич стал одним из трёх первых кавалеров ордена Славы второй степени в Красной Армии.
Кандидат в члены ВКП(б) с декабря 1943 года.
Вечером 24 декабря 1943 года во главе группы сапёров ночью скрытно переправился через реку Проня в районе деревни Прилеповка (9 км северо-восточнее города Чаусы, Могилёвской области), преодолев по-пластунски нейтральную зону, достиг проволочного заграждения противника. Систематический пулемётно-автоматный огонь, простреливающий фасы проволочного препятствия, непрерывное освещение осветительными ракетами местности перед передним краем обороны противника заставило саперов действовать быстро и энергично. Точно в установленный командованием срок проход в проволочном заграждении был обеспечен, но перед следующей линией вражеских траншей проходил второй ряд проволочных заграждений, обеспечение проходов в нём было возможно только совместно с атакующей пехотой. В 6 часов утра 25 декабря 1943 года части 385-й стрелковой дивизии пошли в атаку, старшина Большов шёл вместе с пехотой, действуя смело и решительно автоматом и гранатой, одним из первых ворвался в первую линию траншей противника и броском преодолел расстояние до второй линии заграждения, в которой после подхода атакующей советской пехоты обеспечил проход. Пропустив через данный проход пехоту, Большов вместе с ней пошёл в атаку. Храбрость и отвага, проявленная Большовым, обеспечили успех прорыва переднего края обороны противника в полосе наступления 385-й стрелковой дивизии.
28 декабря 1943 года М. А. Большов был представлен к ордену Славы 1-й степени, но награждён этим орденом был только 24 марта 1945 (первые официальные кавалеры ордена Славы 1-й степени К. К. Шевченко, М. Т. Питенин были представлены к орденам Славы 1-й степени гораздо позже, в марте 1944 года). Таким образом, М. А. Большов является полным кавалером ордена Славы, заслужившим все три степени ордена в 1943 году за боевые отличия, совершённые им в течение чуть более месяца, через полтора месяца после учреждения этого ордена. Кроме того, на момент представления его к ордену Славы 1-й степени, как отмечено в его наградом листе, ему ещё не успели вручить ордена Славы 2-й и 3-й степени, которыми они был награждён ранее.
Михаил Алексеевич Большов не дожил до того дня, когда Указом Президиума Верховного Совета СССР от 24 марта 1945 года за доблесть и мужество проявленные в боях с гитлеровскими захватчиками его наградили Орденом Славы 1-й степени, он погиб в бою 25 октября 1944 года при вхождении советских войск в Восточную Пруссию, командуя отделением 562-го отдельного сапёрного батальона 277-й стрелковой дивизии 5-й армии 3-го Белорусского фронта.
Похоронен в двухстах метрах севернее населенного пункта Петерайтхелен (нем. Petereithelen), в окрестностях городка Пилькаллен (нем. Pillkallen), Восточной Пруссии, ныне поселок Новоуральск (Добровольский сельский округ Краснознаменский район Калининградская область).
В 1970-е годы вместе с другими погибшими воинами был перезахоронен в братскую могилу в городе Добровольск Краснознаменского района, вскоре там был воздвигнут мемориальный комплекс, посвящённый погибшим воинам.

## Награды
- Орден Славы 1-й степени (24.03.1945)
- Орден Славы 2-й степени (10.12.1943)[10]
- Орден Славы 3-й степени (25.11.1943)[11]
- Медаль «За оборону Москвы»

## Память
В родном селе его именем названа одна из улиц.